# 祥龙乡
祥龙乡，是中华人民共和国四川省南充市西充县下辖的一个乡镇级行政单位。

## 行政区划
祥龙乡下辖以下地区：
张家沟村、太阳沟村、昭阁庙村、刘家庙村、佛宫山村、小珠坝村、卧龙山村、山王寨村、烈溪庙村、川祖庙村、杜家坪村、瓦店子村、拱石桥村、应井场村、大水科村和玉皇宫村。